# Mohamed Salah Bendjelloul
 (juillet 2018).
Si vous disposez d'ouvrages ou d'articles de référence ou si vous connaissez des sites web de qualité traitant du thème abordé ici, merci de compléter l'article en donnant les références utiles à sa vérifiabilité et en les liant à la section « Notes et références ».
Mohammed Saleh Bendjelloul, né à Constantine le 8 décembre 1893 où il est mort 1er mai 1985, est un médecin généraliste et un homme politique nationaliste modéré algérien.
Il a co-fondé la Fédération des élus indigènes aux côtés de Ferhat Abbas en 1927, et a également fondé la Fédération des élus du Constantinois en 1931-1932. Il a été député à l'Assemblée nationale française jusqu'à ce que l'Algérie devienne indépendante. Personnalité politique influente, Bendjelloul a contribué au développement du nationalisme algérien, avant la Révolution, par ses efforts visant à établir l'égalité des droits civiques et politiques entre les Français et les Algériens.

## Biographie

### Naissance et jeunesse
Mohamed Salah Bendjelloul est né à Constantine le 8 décembre 1893, au sein d'une famille aisée d'origine turque,. Il effectue ses études primaires à Constantine. Il se rend ensuite à Paris pour poursuivre ses études et s'inscrit à la faculté de médecine. Il obtient son diplôme en 1924 et entame sa carrière de médecin à Alger.
Il est le frère du pharmacien Allaoua Bendjelloul, tué en 1956 par une sentinelle française alors qu'il tentait de prendre la fuite de l'hôtel de France à Oued Zenati en Algérie, où il était assigné en « résidence surveillée ». La version officielle de ce fait est toujours contestée.

### Homme politique
Bendjelloul entame son activité politique durant les années 1920 en devenant conseiller municipal. Dès le départ, il se positionne comme le défenseur de l'élite intellectuelle musulmane.
Au début de son activité politique, il montre des penchants pour les idées réformistes de l'émir Khaled avant de s'orienter vers la revendication d'égalité civile et d'assimilation en sa qualité de membre de la Fédération des élus des musulmans du département de Constantine qui était présidée par le docteur Ben Touhami et regroupait la plupart des élites algériennes représentées dans les assemblées élues, à l'instar de Ferhat Abbas, Bendjelloul, , etc.
Créées à partir de 1927 dans la perspective d'un simple assouplissement du carcan colonial, ces assemblées occupèrent rapidement une place singulière dans le paysage politique algérien des années 1930. Leur action est cependant restée assez méconnue du fait des ambiguïtés initiales de leurs positions dans la gestation du mouvement nationaliste algérien.
Au début des années 1930, Bendjelloul commence à émerger sur la scène politique à travers la Fédération des élus musulmans algériens, branche la plus active dans son action nationaliste. Il en est le président et, par ses publications d'articles dans le journal At-Taqadoum, exprime ses revendications d'égalité civique entre Algériens et Français dans tous les domaines, tels que le service militaire, , etc.
Son influence au sein du mouvement nationaliste algérien va croissant et beaucoup de militants musulmans en font leur leader.
Bendjelloul est souvent accusé d'avoir fortement influencé les émeutes de Constantine d'août 1934 malgré sa condamnation ultérieure de ces massacres. La part qu'il a prise dans le déroulement de ces évènements reste peu claire.
Il joue un rôle essentiel dans l'organisation et la préparation du Congrès musulman en 1936 dont il préside la délégation qui se rend à Paris afin de présenter les revendications du Congrès.
En 1938, il crée le Rassemblement franco-musulman algérien (RFMA).
Il est élu député du département de Constantine en 1945 et conserva son poste de député privilégié après la Seconde Guerre mondiale.
Le 8 décembre 1946, il est élu conseiller de la République de Constantine jusqu'au 7 novembre 1948 (fin de son mandat), après quoi il ne se représente pas.
Il est élu secrétaire du Conseil de la République les 27 décembre 1946 et 14 janvier 1947,.
Lors du déclenchement de la lutte de libération de l'Algérie, il n'adopte pas une position tranchée en dépit de sa participation à la pétition signée par 61 députés après les attaques du 20 août 1955 et dans laquelle il est affirmé que la politique d'assimilation n'a plus aucun sens.

### Décès
Après l'indépendance de l'Algérie, il disparait de la scène politique et meurt le 1er mai 1985 à Constantine.